# Гришин, Алексей Фёдорович
Алексей Фёдорович Гришин (род. 2 апреля 1957, с. Доншино, Белинский район, Пензенская область) — российский политик, член Совета Федерации (2003—2004).

## Биография
Начал трудовой путь в 1974 году учеником штукатура-маляра на Пензенском домостроительном комбинате, в 1975—1976 годах учился в Пензенском строительном техникуме, затем работал техником-строителем в совхозе «Родина В. Г. Белинского» в Пензенской области. С 1976 по 1982 год служил в армии (после срочной остался на сверхсрочную службу). С 1982 года работал на Интинской швейной фабрике мастером, затем экономистом и начальником планово-производственного отдела. В 1987 году окончил Всесоюзный юридический заочный институт по специальности «юрист-правовед» и до 1994 года руководил сыктывкарской швейной фабрикой «Комсомолка».
В 1990 году избран в Верховный совет Коми АССР. В 1994 году возглавил администрацию Главы Республики Коми, в 1999 году стал советником председателя Совета директоров ОАО НК «КомиТЭК», 2000 году — вице-президентом и представителем компании в органах государственной власти Республики Коми. В 2000 году назначен главным федеральным инспектором в Республике Коми.
11 февраля 2003 года наделён полномочиями члена Совета Федерации — представителя исполнительного органа государственной власти Республики Коми.
28 октября 2004 года глава Республики Коми Владимир Торлопов с согласия Государственного совета республики принял решение о досрочном прекращении полномочий Гришина, но 8 декабря 2004 года в заседании Совета Федерации не было собрано достаточное количество голосов для утверждения этой меры, а Гришин подал иски в Сыктывкарский городской суд и в Конституционный суд Российской Федерации о незаконности такого нормативного акта.
Тем не менее, 10 декабря 2004 года Совет Федерации принял постановление № 399-СФ о подтверждении начала полномочий нового сенатора, Игоря Васильева, с 28 октября.